# Fenix-Deceuninck/Saison 2023
Diese Liste beschreibt die Mannschaft und die Siege des Radsportteams Fenix-Deceuninck in der Saison 2023.

## Mannschaft
| Teamkader 2023             | Teamkader 2023     | Teamkader 2023         | Teamkader 2023                 |
| Name                       | Geburtsdatum       | Land                   | Vorheriges Team                |
| -------------------------- | ------------------ | ---------------------- | ------------------------------ |
| Ceylin del Carmen Alvarado | 6. August 1998     | Niederlande            | Fenix-Deceuninck (2023)        |
| Manon Bakker               | 15. Juli 1999      | Niederlande            |                                |
| Sanne Cant                 | 8. Oktober 1990    | Belgien                | Fenix-Deceuninck (2023)        |
| Millie Couzens             | 29. Oktober 2003   | Vereinigtes Königreich |                                |
| Kim de Baat                | 29. Mai 1991       | Belgien                | Ciclotel (2020)                |
| Julie De Wilde             | 8. Dezember 2002   | Belgien                | Fenix-Deceuninck (2023)        |
| Ronja Eibl                 | 30. August 1999    | Deutschland            |                                |
| Yara Kastelijn             | 9. August 1997     | Niederlande            | Fenix-Deceuninck (2023)        |
| Evy Kuijpers               | 15. Februar 1995   | Niederlande            | Human Powered Health (2022)    |
| Greta Marturano            | 14. Juni 1998      | Italien                | Top Girls Fassa Bortolo (2022) |
| Marion Norbert-Riberolle   | 7. Januar 1999     | Belgien                | Plantur-Pura (2022)            |
| Puck Pieterse              | 13. Mai 2002       | Niederlande            | Fenix-Deceuninck (2023)        |
| Christina Schweinberger    | 29. Oktober 1996   | Österreich             | Multum Accountants (2022)      |
| Marthe Truyen              | 30. September 1999 | Belgien                | Baloise Trek Lions (2021)      |
| Aniek van Alphen           | 1. Februar 1999    | Niederlande            |                                |
| Julie Van de Velde         | 2. Juni 1993       | Belgien                | Jumbo-Visma Women Team (2021)  |
| Inge van der Heijden       | 12. August 1999    | Niederlande            | Fenix-Deceuninck (2023)        |
| Cecilia van Zuthem         | 27. November 2003  | Niederlande            | WV Schijndel (2022)            |
| Annemarie Worst            | 19. Dezember 1995  | Niederlande            |                                |
| Sophie Wright              | 15. März 1999      | Vereinigtes Königreich | UAE Team ADQ (2022)            |
| Carina Schrempf            | 16. Oktober 1994   | Österreich             |                                |
|                            |                    |                        |                                |
| Quelle: ProCyclingStats    |                    |                        |                                |

## Siege
| Siege    | Siege                                                                | Siege      | Siege  | Siege           | Siege |
| Datum    | Rennen                                                               | Staat      | Klasse | Siegerin        |       |
| -------- | -------------------------------------------------------------------- | ---------- | ------ | --------------- | ----- |
| 21. Mai  | Antwerp Port Epic Ladies                                             | Belgien    | 1.1    | Marthe Truyen   |       |
| 11. Jun. | Diamond Tour                                                         | Belgien    | 1.1    | Julie De Wilde  |       |
| 25. Jun. | Österreichische Straßen-Radmeisterschaften, Straßenrennen der Frauen | Österreich | CN     | Carina Schrempf |       |
| 26. Jul. | Tour de France Femmes, 4. Etappe                                     | Frankreich | 2.WWT  | Yara Kastelijn  |       |

## UCI-Weltranglisten-Platzierungen
| UCI-Ranking | UCI-Ranking                | UCI-Ranking            | UCI-Ranking |
| Fahrerin    | Fahrerin                   | Land                   | Punkte      |
| ----------- | -------------------------- | ---------------------- | ----------- |
| 12.         | Christina Schweinberger    | Österreich             | 1868 P.     |
| 55.         | Marthe Truyen              | Belgien                | 690 P.      |
| 67.         | Yara Kastelijn             | Niederlande            | 555 P.      |
| 70.         | Julie De Wilde             | Belgien                | 537 P.      |
| 98.         | Maria Martins              | Portugal               | 360 P.      |
| 158.        | Carina Schrempf            | Österreich             | 234 P.      |
| 183.        | Evy Kuijpers               | Niederlande            | 206 P.      |
| 209.        | Puck Pieterse              | Niederlande            | 180 P.      |
| 226.        | Petra Stiasny              | Schweiz                | 164 P.      |
| 264.        | Greta Marturano            | Italien                | 133 P.      |
| 327.        | Millie Couzens             | Vereinigtes Königreich | 105 P.      |
| 350.        | Julie Van de Velde         | Belgien                | 91 P.       |
| 361.        | Cecilia van Zuthem         | Niederlande            | 87 P.       |
| 419.        | Ceylin del Carmen Alvarado | Niederlande            | 72 P.       |
| 481.        | Sanne Cant                 | Belgien                | 56 P.       |
| 767.        | Inge van der Heijden       | Niederlande            | 24 P.       |
| 1155.       | Sophie Wright              | Vereinigtes Königreich | 5 P.        |